# Kostomlaty nad Labem (stacja kolejowa)
Kostomlaty nad Labem – stacja kolejowa w miejscowości Kostomlaty nad Labem, w kraju środkowoczeskim, w Czechach. Znajduje się na wysokości 185 m n.p.m.
Jest zarządzana przez Správę železnic. Na stacji znajdują się kasy biletowe, na których istnieje możliwość zakupu biletów na wszystkie pociągi w tym międzynarodowe oraz rezerwacji miejsc.

## Linie kolejowe
- 231 Praha - Lysá nad Labem - Kolín